# 세레르족

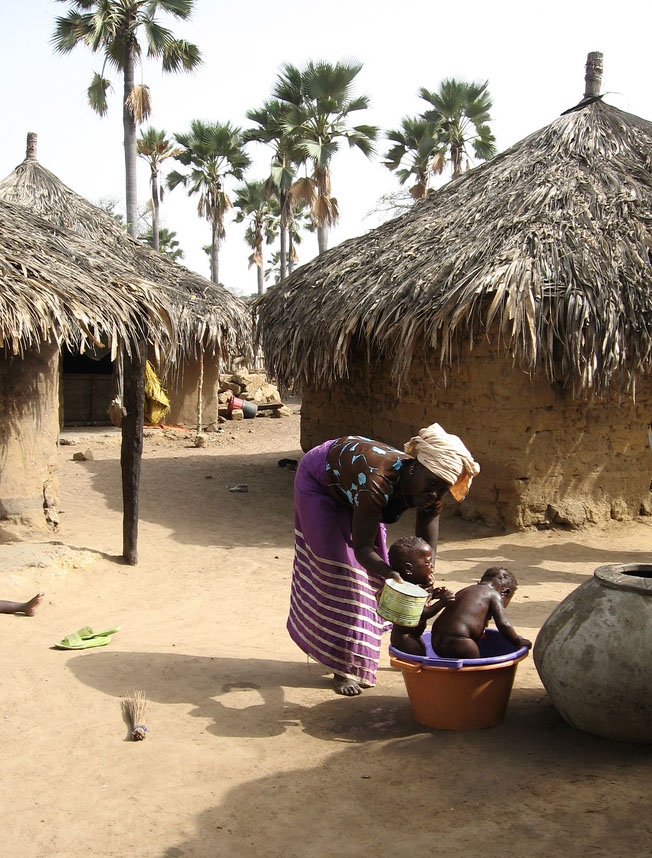
세레르족의 시골마을

세레르족(Serer, Sérère, Sereer, Serere)은 세네갈에서 3번째로 많은 인구수를 보유한 민족으로 감비아와 모리타니에도 거주하고 있다. 총 인구수는 118만명에 달한다.
세레르족의 근원지는 세네갈의 남서부로 베르데곶의 남쪽끝에서부터 분포되어 있으며 동쪽으로는 감비아와의 국경과 맞닿아 있다. 이곳은 유럽인이 왕래하기 이전부터 시네 왕국과 살룸 왕국등이 번성했다.
1/6 가량의 세네갈 국민이 세레르족으로 추정되며 세네갈의 초대 대통령 레오폴 세다르 상고르도 세레르족 출신이다.
세레르어를 전통적으로 사용해온 세레르족이지만, 최근에는 모국어로 월로프어를 배우는 경향도 많다. 세레르족의 시골 사회는 11~19세기 동안 유입된 이슬람교의 영향을 많이 받았지만 19세기 이후 기독교(로마 가톨릭교회)로 개종한 부류도 있으며, 부족신앙을 지켜오고 있는 사람들도 있다.
세레르족은 월로프족, 만딩고족, 말링케족 등과 관련이 깊으며, 풀라니족과도 약간의 관련이 있는 것으로 알려져 있다. 몇몇 학자들은 투클로르족의 기원을 따라가보면 풀라니족 및 세레르족과 연결된다고 주장한다.
이들이 쓰는 세레르어(語)는 니제르콩고어족의 애틀랜틱어군에 속한다. 정착농경민으로서 기장, 쌀, 그밖에 나무열매를 포함한 다양한 작물을 재배한다. 소·양·염소를 치며, 정기 시장에서 거래가 이루어지는 상업도 상당히 발달해 있다.
현재는 갈대나 기장 줄기로 지붕을 이은 정4각형 또는 원형의 작은 초가집에서 사는 것이 보통이다. 일부다처제이며 아내들은 각각 따로 집을 갖고 있다. 결혼할 때는 보통 가축으로 신부값을 치러야 한다. 재산상속과 지위계승은 모계를 통해 이루어진다.

## 같이 보기
- 세네갈의 인구